# سونغ سون تشون
سونغ سون تشون (مواليد 15 يناير 1934) هو ملاكم كوري جنوبي، مثّل بلاده في دورتي الألعاب الأولمبية الصيفية 1956 و1960.

## روابط خارجية
سونغ سون تشون على موقع أوليمبيديا (الإنجليزية)